# アルガルバイオ
株式会社アルガルバイオ（英: Algal Bio Co.,Ltd）は、千葉県柏市柏の葉に本社を置く、微細藻類の培養、開発を行う東京大学発のベンチャー企業である。
「社名の“Algal”とは藻類（Algae）の形容詞です。私たちは、藻類バイオの関する全ての分野で活躍することを目標に日々努力して参ります。」をミッションとしている。

## 沿革
- 2018年3月、設立。
- 2018年10月、柏市(東大柏ベンチャープラザ)に研究所を開設[2]。
- 2019年4月、柏市に培養技術センターを開設。
- 2021年10月、柏市にClean Technology Lab +を開設。
- 2023年9月、神奈川県横浜市に横浜製造技術センターを開設。
- 2025年3月、イービス藻類産業研究所の経営権を取得[3]。

## 事業所
- 本社：千葉県柏市柏の葉5-4-6 東葛テクノプラザ301
- 事務所・研究所：千葉県柏市柏の葉5-4-19 東大柏ベンチャープラザ